# Matilde de Fassi
Matilde De Fassi (13 février 1845, Padoue - 23 septembre 1918, Madrid) aussi connue sous le nom de Matilde Price ou Matilde Parish, est une amazone (génétaire), acrobate équestre et directrice de cirque italienne, établie en Espagne, fille adoptive et héritière de Thomas Price, épouse de William Parish avec qui elle fonde en 1880 le Cirque Price, situé Place du Roi à Madrid. Elle en a été la directrice de 1917 à 1918,,,,,,,,,,,,.

## Itinéraire
Matilde de Fassi est la fille d'un couple de maraîchers italiens et la sœur d'Antonio De Fassi. Son père est aussi le propriétaire d'un café de Padoue. Durant l'un de ses voyages, le directeur de cirque Thomas Price, alors à la recherche d'artistes pour ses spectacles, rencontre la fratrie De Fassi et les prend sous son aile, les traitant comme ses enfants adoptifs et les initiant à l'équitation. Price les amène à Madrid où ils connaissent la célébrité sous les noms de Matilde Price et Antonio Price,,,,,.
De Fassi a débuté comme acrobate équestre au Cirque Price, dirigé par son père adoptif, où se produit, dans le même art, son frère Antonio et la compagnie équestre et gymnastique de Carlos Price, fils de Thomas Price. En 1868, après la mort de son fils Carlos, Thomas Price engage la compagnie équestre, gymnastique, acrobatique et comique du dompteur anglais, William Parish,,,,,,,,,,,,,,.
De Fassi connu ainsi son futur mari qu'elle épousa à Liverpool —malgré l'opposition de Price— et avec qui elle eut trois fils, aussi artistes de cirque : Leonard, Charlie et Victoria. Le couple prit son indépendance par rapport à Price et partit à l'étranger. Ils vécurent en Hollande et en Allemagne, où ils multiplièrent les échecs entrepreneuriaux, jusqu'à ce qu'ils soient embauchés par le Cirque de Vienne et de Paris ; C'est à ce moment que Parish souffre d'une sciatique et risque de perdre son travail. Leur situation économique les contraint à rentrer à Madrid et travailler de nouveau dans le cirque de leur père adoptif,,,,,.
À la mort de Price en août 1877, Matilde De Fassi hérite de l'entreprise familiale, dirigée par son mari pendant quarante ans sous le nom de Cirque de Parish. En 1879, en raison de l'état de délabrement de la caserne, Parish acquit la paroisse de la Place du Roi et bâtit un nouveau Cirque Price, dessiné par l'architecte Agustín Ortiz de Villajos. En 1880, De Fassi présente à nouveau son numéro équestre et le 5 décembre de cette même année, elle inaugure, avec son mari, le nouveau bâtiment, qui demeure jusqu'à sa démolition en 1970. Sous leur administration, De Fassi et Parish ont maintenu quelques traditions instaurées par Price, comme la fête annuelle pour les enfants des écoles publiques de Madrid,,,,,,,,,,,,,,,,,,,,,,,,,,,,.
Lors de sa direction, De Fassi était chargée du guichet, où elle vérifiait les tickets des spectateurs qui assistaient aux spectacles. Ses enfants l'aidaient : Victoria était chargée de surveiller le travail des portiers et Leonard était directeur de piste. Le 12 décembre 1917, William Parish meurt et Matilde De Fassi assure la direction du cirque, alors connu comme « Cirque de la veuve de Parish »,,,,,,,,,,.
Âgée de 75 ans, Matilde De Fassi meurt le  23 septembre 1918 à cause d'une maladie cardiaque, dans son hôtel, 11 rue de Carthagène, du quartier La Guindalera de Madrid. De Fassi, qui avait comme son mari embrassé la religion anglicane, devait être enterrée au cimetière civil de Madrid, mais le curé de la paroisse de Prosperidad (quartier de Madrid) s'y est opposé et a ordonné que son inhumation se fasse dans le cimetière catholique. Elle a finalement été enterrée auprès de son mari au Cimetière Britannique de Madrid,,,,,,,,,,.

## Reconnaissance
En 2017, l'actuel Théâtre Cirque Price, pour marquer le centenaire de la mort de William Parish, en collaboration avec le la Fondation des Cimetières Britanniques en Espagne, et avec la création artistique d'Itsaso Iribarren y German de la Riva, Cents ans après, a proposé des visites créatives au Cimetière Britannique de Madrid, du 24 septembre au 26 novembre,,. Cette même année, a été inauguré au sein du nouveau Théâtre Cirque Price la salle Matilde de Fassi, où se déroulent  les ateliers de cirque de l'établissement.
Motivé par l'anniversaire des cinquante ans de la démolition du Cirque Price de la Place du Roi en 1970, le Cirque Price de Ronda de Atocha a présenté, du 14 octobre au 1er novembre 2020, le spectacle Mil Neuf cent Soixante-dix Chapeaux,, montage de cirque et théâtre avec la dramaturge Aránzazu Riosalido et Pepe Viyuela, sous la direction d'Hernán Gené. Présentant différents artistes du cirque espagnol du XXe siècle, est apparue Matilde de Fassi, représentée par l'actrice Marta Larralde,,.